# Armée du Missouri
L'armée du Missouri est une formation militaire de la guerre de Sécession appartenant à l'armée des États confédérés et créée, à l'automne 1864, sous le commandement du major-général Sterling Price, pour envahir l'État du Missouri. Le raid de Price fut un échec et son armée battit en retraite vers l'Arkansas, où elle fut dissoute et absorbée par l'armée du Trans-Mississippi. À la fin de la guerre, Price, accompagné par le brigadier-général Jo Shelby et plusieurs autres membres de ses anciennes unités, s'installèrent au Mexique où ils proposèrent, sans succès, leurs services à l'empereur Maximilien, avant de retourner aux États-Unis et à la vie civile.

## Origine et formation
L'armée du Missouri trouve son origine dans la garde de l'État du Missouri, créée par Sterling Price en 1861, au début de la guerre de Sécession, pour faire valoir la position officielle de cet État, à savoir la « neutralité armée » sans quitter formellement l'Union. Après avoir participé à des escarmouches contre les troupes nordistes commandées par Nathaniel Lyon, la Garde fut intégrée à l'armée des États confédérés. Sous le drapeau de la garde de l'État du Missouri, ses hommes remportèrent des victoires à Lexington et à Wilson's Creek, où Lyon trouva la mort.
Price et sa garde d'État furent ensuite incorporés à l'armée de l'Ouest du major-général Earl Van Dorn avec laquelle ils furent battus à Pea Ridge (Arkansas), Iuka (Mississippi) et Corinth (Mississippi). À la suite de la bataille de Corinth, Price fut renvoyé au Missouri par Jefferson Davis, le président de la Confédération, mais sans les troupes qu'il avait commandées, qui restèrent avec Van Dorn. Il leva alors de nouvelles unités et prit la tête d'opérations en Arkansas pour y soutenir les efforts sudistes dans la région.
À la fin de l'été 1864, une grosse partie de l'armée de l'Union présente au Missouri ayant été réaffectée à l'est pour soutenir l'offensive contre Atlanta, la Confédération ordonna au général E. Kirby Smith, qui commandait le département du trans-Mississippi, de faire traverser le cours du Mississippi à ses hommes pour venir au secours des troupes rebelles combattant à l'est. Smith avait d'autres projets : il souhaitait « libérer » le Missouri et s'emparer de St. Louis ainsi que de Jefferson City (Missouri), la capitale de l'État, pour y restaurer une législature confédérée. Pour mener à bien ses plans, Smith décida d'envoyer des unités de cavalerie et d'infanterie montée qu'il confia à Sterling Price, ancien gouverneur du Missouri, espérant, par un succès, perturber la réélection du président Abraham Lincoln. Price, ayant dans le passé milité pour ce type d'action, accepta avec enthousiasme cette mission. Il baptisa son nouveau commandement « armée du Missouri ».

## Organisation
L'armée du Missouri était organisée en trois divisions, confiées aux majors-généraux James F. Fagan et John S. Marmaduke et au brigadier-général Joseph O. « Jo » Shelby, tous vétérans de campagnes précédentes. Elle disposait de 14 pièces d'artillerie.
L'armée comptait au départ 12 000 hommes, mais les unités d'infanterie originellement assignées aux effectifs de Price furent réquisitionnées pour d'autres missions et son expédition se transforma en un raid de cavalerie.
Les troupes de Price mêlaient le pire et le meilleur : un quart de son effectif était composé de déserteurs qui avaient été réintégrés à l'armée confédérée. Des centaines de ses soldats allaient pieds-nus et la plupart d'entre eux ne disposaient pas du moindre équipement (gourde, cartouchière). Ils transportaient leur eau dans des cruches et gardaient leurs munitions dans les poches de leurs chemises ou de leurs pantalons. Près de 4 000 d'entre eux n'avaient pas d'armes, Price ayant été dans l'impossibilité de les équiper.
Price espérait que la population du Missouri se rallierait à sa cause, ce qui s'avéra une erreur : la plupart des habitants ne souhaitaient pas prendre parti dans le conflit. Seuls les francs-tireurs du cru rejoignirent ses rangs, lui apportant un renfort de quelque 6 000 hommes.
Price devait envahir le Missouri et se diriger vers Saint-Louis pour s'emparer de la ville, de ses entrepôts et du ravitaillement militaire. Si la ville était trop défendue, il obliquerait vers l'ouest et prendrait Jefferson City, la capitale de l'État. Cette opération porterait un coup au moral nordiste et justifierait la présence, sur le drapeau de la Confédération, de l'étoile symbolisant le Missouri. L'armée du Missouri franchirait alors la frontière avec le Kansas et obliquerait vers le sud à travers le Territoire indien, « vidant le pays de ses mules, de ses chevaux, de son bétail et de son ravitaillement »

## L'expédition de Price au Missouri
Price quitta le nord-est du Kansas le vendredi 16 septembre 1864. En pénétrant au Missouri, ils choisit d'attaquer la garnison fédérale de Fort Davidson, à proximité de Pilot Knob, où il perdit plus de 1 000 de ses hommes (et beaucoup de temps pour un objectif de moindre importance). Incapable d'avancer sur Saint-Louis en raison de l'arrivée de renforts nordistes, Price obliqua vers l'ouest en direction de Jefferson City. Des escarmouches âprement disputées lui indiquèrent que la capitale de l'État n'était pas non plus à la portée de ses moyens militaires du moment, et il poursuivit sa route vers l'ouest en direction de Kansas City et de Fort Leavenworth. Des heurts eurent lieu entre les forces de Price et celles de l'Union à Boonville et Glasgow. Une des brigades de Price fut également prise à partie par des miliciens favorables à l'Union à Sedalia. Chaque fois, les Confédérés l'emportèrent. Cependant, comme il avançait vers l'ouest, Price alourdit son train d'équipage en y ajoutant des fourgons capturés ou volés, ainsi que du bétail et des chevaux. L'encombrement de ce convoi finit par limiter sa liberté de mouvement et ses options tactiques.

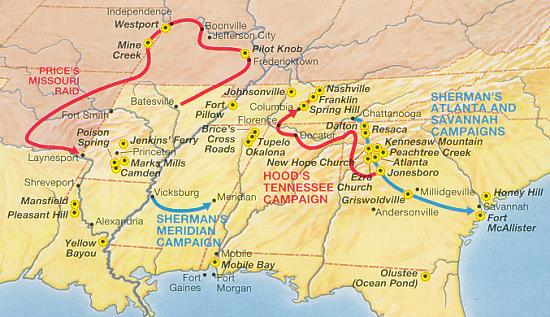
Le raid de Price sur le Théâtre Trans-Mississippi de la guerre de Sécession, 1864

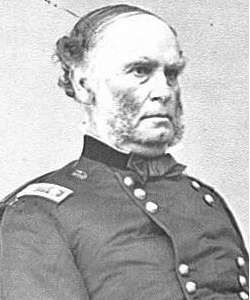
Le major-général nordiste Samuel Ryan Curtis.

Les troupes de l'Union présentes sur le territoire du Missouri, sous le commandement du major-général Samuel Ryan Curtis, s'organisèrent rapidement pour contrecarrer l'incursion de Price. Curtis agrégea les milices du Missouri et celles du Kansas à ses unités régulières de cavalerie et d'infanterie pour créer l'armée de la Frontière, qui comptait 35 000 hommes environ. Dans le même temps, l'armée de Price s'effritait sous l'effet des désertions, des pertes et des maladies ; au moment crucial de la bataille de Westport, elle ne comptait plus que 8 500 hommes. Outre l'armée commandée par Curtis, Price devait également subir les assauts répétés de la cavalerie du major-général Alfred Pleasonton, rattaché à Curtis, mais opérant indépendamment.
Pour Price, les choses sérieuses commencèrent à Lexington, où il repoussa des éléments de l'armée de la Frontière de l'autre côté de la Little Blue River (en) et vers Independence. De nouvelles victoires, remportées à ces deux endroits, amenèrent l'armée de Price à proximité de Westport, où se trouvait le gros de l'armée de Curtis. Pleasonton y rattrapa Price, pris entre deux armées fédérales dont chacune lui était, à elle seule, supérieure en nombre. C'est dans ce contexte qu'eut lieu la bataille de Westport, passée dans les mémoires sous le nom de « Gettysburg de l'Ouest » en raison de la défaite cinglante qui obligea Price à battre en retraite vers le sud, en direction du Kansas vers le Territoire indien (l'Oklahoma actuel). De nouvelles défaites, à Marais des Cygnes, Mine Creek, Marmiton River et Newtonia, forcèrent Price à battre en retraite jusqu'en Arkansas puis au Texas. Les lambeaux de son armée, amputée de 6 000 hommes, regagnèrent finalement l'Arkansas le 2 décembre. L'armée du Missouri disparut des registres quand ses effectifs furent absorbés par l'armée du Trans-Mississippi, dont Price commanda le Corps de cavalerie du 3 décembre 1864 au 12 mars 1865.

## Vers le Mexique
Au lieu de se rendre à la fin de la guerre civile, Price et son subordonné, Jo Shelby, entraînèrent une grande partie de leurs hommes vers le Mexique. Price espérait y monnayer ses services à l'empereur Maximilien. Ce projet échoua, mais l'empereur lui concéda des terres pour établir une colonie à proximité de Vera Cruz. L'échec de cette implantation et la mort de Maximilien, fusillé par les légitimistes de Benito Juárez, poussèrent Price, Shelby et la plupart de leurs hommes à retourner aux États-Unis.
L'expédition mexicaine de Price et Shelby a inspiré le film The Undefeated (Les Géants de l'Ouest), avec John Wayne et Rock Hudson.

## Commandants
- Major-général Sterling Price (8 septembre – 3 décembre 1864)
- Major-général John B. Clark, Jr. (en) (temporairement : 3 décembre 1864)

## Engagements
- Bataille de fort Davidson (27 septembre 1864)
- Quatrième bataille de Boonville (en) (11 octobre 1864)
- Bataille de Glasgow (15 octobre 1864)
- Bataille de Sedalia (15 octobre 1864).
- Seconde bataille de Lexington (19 octobre 1864)
- Bataille de Little Blue River (21 octobre 1864)
- Seconde bataille d'Independence (24 octobre 1864)
- Bataille de Byram's Ford (22-23 octobre 1864)
- Bataille de Westport (23 octobre 1864)
- Bataille de Marais des Cygnes (25 octobre 1864)
- Bataille de Mine Creek (25 octobre 1864)
- Bataille de Marmiton River (25 octobre 1864)
- Seconde bataille de Newtonia (28 octobre 1864)